# Рувье, Софи
Софи Рувье также известная как Софи Анрионне (родилась в Шалон-ан-Шампань в 1978 году) — французская писательница. В 2022 году она вернула себе девичью фамилию Рувье, когда пришла в Éditions Fayard и Éditions du Livre de Poche.

## Писательская биография
Первый роман «Drôle de karma» опубликован в 2014 году. Это комедия в стиле дамского романа, повествующая о приключениях Жозефины, тридцатилетней парижанки, которую отправляют в Англию. По отзывам критиков «Вдохновлен англосаксонской литературой с ее дозой бурлеска и циничного юмора.», «смесь Бриджит Джонс, Джеймса Бонда и бреда на галлюциногенных грибах».
Второй роман «Vous prendrez bien un dessert ?», рассказывает историю семьи Лабарр, собравшейся чтобы отпраздновать Рождество, а также 90-летие патриарха в шале в Альпах. Это закрытое заседание в стиле Фестен или Новых итальянских монстров". Получил премию «prix du livre C.E 38» в 2016 году.
В 2015 году вышел роман «M comme…maman a bien mérité un petit mojito»' о жизни матери большого семейства.
Ее следующий роман, «Tout est sous contrôle», рассказывает историю Олимпии МакКуин, матери-одиночки, которая начинает карьеру частного детектива. По отзыву Софи Генрионне (Sophie Henrionnet), «очень смешная полицейская комедия с совершенным мастерством смешивает стиль дамского романа и детективной интриги».
В 2016 году вышла первая детская книга «Il était deux ou trois fois», иллюстрированная Микаэлем Эль Фатхи (Mickaël El Fathi). Маленький мальчик Леон обнаруживает загадочные часы, способные отправить его в прошлое.
В январе 2017 вышла книга «Céleste et la prophétie» — первый том детской фэнтезийной трилогии «Les mondes de l’arbre», иллюстрированной Бенджамином Ванбланке (Benjamin Vanblancke). Селеста, 13-летняя девочка-подросток, и ее младший брат Анатоль обнаруживают загадочную дверь в сарае в саду своего нового дома. Войдя в нее, они погружаются в фантастическую вселенную миров Космического Древа, равновесие которых находится под угрозой. Второй том «Céleste et la légende de Quercus» вышел в апреле 2018 года.
«Qui veut la peau d’Anna C. ?» — приключенческая комедия, вышедшая в феврале 2017 года. В книге рассказывается о приключениях молодой женщины, которая, помимо своей воли, оказывается погруженной в историю тридцатилетней давности.
В сентябре 2018 издательством Delcourt был опубликован комикс «Et puis Colette».
В 2023 году в издательстве Fayard вышла книга «Et Puis La Foudre», описывающая историю любви происходящую между Парижем, Ла-Рошель и Нью-Йорком.
В 2024 году Fayard планирует выпустить роман «À peine plus loin que le soleil», действие которого частично происходит в Стране Басков. 30-летняя Адель решает покинуть Париж, чтобы отдохнуть и набраться сил и отправляется в Гетари — район своего детства.

## Частная жизнь
Прежде чем начать писать, работала хирургом-стоматологом. Мать четверых детей, она также ведет юмористический иллюстративный блог «Six in the city», посвященный семейной жизни.
С 2022 года использует свою девичью фамилию Рувье для романов, которые публикуются издательствами «Éditions Fayard» и «Éditions du Livre de Poche».

## Произведения
- Drôle de karma !. — Saint-Victor-d'Épine : City Editions, 2014. — ISBN 978-2-8246-0508-1.
- Vous prendrez bien un dessert ?. — Paris : Daphnis et Chloé, 2015. — ISBN 979-10-253-0046-6.
- M comme... Maman a bien mérité un petit mojito !. — Paris : Leduc.s Editions, 2015. — ISBN 978-2-36704-107-0.
- Tout est sous contrôle. — Paris : Charleston Editions, 2016. — ISBN 978-2-36812-092-7.
- Il était deux ou trois fois. — Paris : Leduc.s Editions, 2016. — ISBN 979-10-95174-24-0.
- Les Mondes de l'arbre. — Paris : Play Bac, 2017. — ISBN 978-2-8096-5768-5.
- Qui veut la peau d'Anna C ?. — Saint-Victor-d'Épine : City Editions, 2017. — ISBN 978-2-8246-0907-2.
- Les Journées calamiteuses de Clémence. — Paris : Play Bac, 2017. — ISBN 978-2-8096-5769-2.
- Y aura-t-il trop de neige à Noël ?. — Paris : Charleston Editions, 2017. — ISBN 978-2-36812-179-5.
- Les mondes de l'arbre. — Paris : Play Bac, 2018. — ISBN 978-2-8096-6196-5.
- Et puis Colette. — Paris : Delcourt, 2018. — ISBN 978-2-413-01127-9.
- Les mondes de l'arbre. — Paris : Play Bac, 2019. — ISBN 978-2809665123.
- Sur les balcons du ciel. — Paris : Éditions du Rocher, 2020. — ISBN 978-2268103556.
- Plus immortelle que moi. — Paris : Éditions du Rocher, 2021. — ISBN 978-2268105451.